# Kaplica Świętego Krzyża w Pradze (XVIII wiek)
Kaplica Świętego Krzyża (czes. kaple sv. Křiže), zbudowana w drugiej połowie XVIII wieku przez Anselma Lurago według projektu Mikołaja Pacassi kaplica na drugim dziedzińcu Zamku Królewskiego w Pradze. Bogato zdobiona freskami Josefa Navrátila i złoceniami.